# Nataliya Lialchuk
Nataliya Vitalivna Lialchuk –en ucraniano, Наталія Віталіївна Ляльчук– (Rivne, URSS, 11 de agosto de 1985) es una deportista ucraniana que compitió en remo.
Ganó una medalla de oro en el Campeonato Europeo de Remo de 2008, en la prueba de cuatro scull. Participó en dos Juegos Olímpicos de Verano, en los años 2008 y 2012, ocupando el cuarto lugar en Pekín 2008, en el cuatro scull.

## Palmarés internacional
| Campeonato Europeo | Campeonato Europeo | Campeonato Europeo | Campeonato Europeo |
| Año                | Lugar              | Medalla            | Prueba             |
| ------------------ | ------------------ | ------------------ | ------------------ |
| 2008               | Maratón (Grecia)   | Medalla de oro     | Cuatro scull       |